# Friedrich Stadler

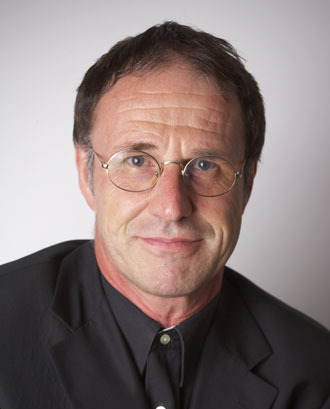
Friedrich Stadler (2006)

Friedrich Stadler (* 17. Juli 1951 in Zeltweg, Steiermark) ist ein österreichischer Historiker, Philosoph und Universitätsprofessor an der Universität Wien.

## Leben
Stadler studierte Philosophie, Psychologie, Pädagogik und Geschichte an der Universitäten Graz und an der Universität Salzburg, wo er 1977 den Mag.phil. und 1982 den Dr. phil. erwarb (Geschichte und Philosophie). Nach Lehrtätigkeit an Mittelschulen und Arbeit an Forschungsprojekten (u. a. am Institut für Wissenschaft und Kunst und am Ludwig-Boltzmann-Institut für Geschichte und Gesellschaft) lehrte er seit 1989 an der Universität Wien.
Im Jahre 1991 gründete Stadler das Institut Wiener Kreis als Verein zur Förderung wissenschaftlicher Weltauffassung, das er seitdem – ab 2016 unter dem Namen Wiener Kreis Gesellschaft – leitet. Seit Mai 2011 wurde das Institut Wiener Kreis als universitäres Institut an der Fakultät für Philosophie und Bildungswissenschaft der Universität Wien eingerichtet. 1994 habilitierte sich Stadler für Wissenschaftsgeschichte und Wissenschaftstheorie an der Geistes- und Kulturwissenschaftlichen Fakultät der Universität Wien, wo er 1997 zum außerordentlichen Professor ernannt wurde. Von 2008 bis 2016 war Stadler Professor für History and Philosophy of Science (Wissenschaftsgeschichte, Wissenschaftsphilosophie, Wissenschaftstheorie) an der Universität Wien, ein Joint Appointment an der Historisch-Kulturwissenschaftlichen Fakultät (Institut für Zeitgeschichte) und an der Fakultät für Philosophie und Bildungswissenschaft (Institut für Philosophie).
Von 2001 bis 2008 leitete er die von ihm initiierte, jährlich stattfindende „Vienna International Summer School/Scientific World Conceptions“. Er war Initiator und Koordinator des im WS 2010 eingerichteten Master Studiums „History and Philosophy of Science“ an der Universität Wien und Faculty Mitglied des vom Österreichischen Forschungsfonds (FWF) finanzierten Dokoratsprogrammes „The Sciences in Historical, Philosophical, and Cultural Contexts“ an der Universität Wien. Von 2005 bis 2013 arbeitete Stadler als Referent für Philosophie im österreichischen Forschungsfonds (FWF). Ab 2006 war er Projektleiter des „Forum Zeitgeschichte der Universität Wien“ im Auftrag des Rektorats. Von 2009 bis 2013 war er Präsident der in Wien gegründeten „European Philosophy of Science Association“ (EPSA).
Stadler wirkte als Assessor und Advisor der International Union for History and Philosophy of Science/Division of Logic, Methodology and Philosophy of Science (DLMPS) und ist im Herausgeber Board der Zeitschriften Journal for General Philosophy of Science, European Journal of Philosophy of Science, und Journal for the History of Philosophy of Science. Er war Gastprofessor an der Humboldt-Universität zu Berlin, Visiting Professor und Fulbright Research Fellow an der University of Minnesota, Fellow am Helsinki Collegium for Advanced Studies der Universität Helsinki und an der Universität Tübingen (Forum Scientiarum). Er ist im Beirat der Österreichischen Ludwig-Wittgenstein-Gesellschaft, deren Präsident er von 2015 bis 2018 war. Außerdem war er bis 2016 Vorsitzender des Beirats der Österreichischen Gesellschaft für Exilforschung.
Seit 2016 ist Stadler Mitglied der Kommission für Geschichte und Philosophie der Wissenschaften der Österreichischen Akademie der Wissenschaften.

## Arbeit
Zu Stadlers Forschungsschwerpunkten zählen die moderne Wissenschaftsgeschichte als historische Wissenschaftsforschung, die Wissenschaftsphilosophie und Wissenschaftstheorie (in Form einer interdisziplinären History and Philosophy of Science), die Geschichte, Theorie und Methodologie der Kulturwissenschaften, sowie die Kultur- und Geistesgeschichte mit einem Fokus auf die deutschsprachige Wissenschaftsmigration im 20. Jahrhundert. Seine besondere Expertise liegt in der Erforschung des Wiener Kreises und Logischen Empirismus (inkl. Ludwig Wittgenstein und Karl Popper) samt Wirkungsgeschichte bis zur Gegenwart sowie in der kritischen Weiterentwicklung von dessen Grundideen im Kontext heutiger philosophischer Grundlagenforschung zwischen analytischer und kontinentaler Tradition. Auf diesem Gebiet fand er durch seine Bücher über Ernst Mach und über den Wiener Kreis (in Deutsch, Englisch und Spanisch) sowie durch seine Herausgeberschaft von 5 Buchreihen (u. a. mit Editionen über Ernst Mach und Moritz Schlick) internationale Anerkennung. Eine weitere Expertise liegt in seinen Exile Studies mit Publikationen über die Emigration und das Exil deutschsprachiger Wissenschaftlerinnen und Intellektueller in der Epoche des Nationalsozialismus.

## Auszeichnungen
2014 wurde Stadler das Große Ehrenzeichen für Verdienste um die Republik Österreich verliehen.
2016 erhielt er die Jan Patočka Medaille der Tschechischen Akademie der Wissenschaften. 2017 wurde er mit der George-Sarton-Medaille für Wissenschaftsgeschichte der Universität Gent (Belgien) ausgezeichnet.
2024 wurde er zum auswärtigen Mitglied der Accademia delle Scienze di Torino gewählt.

## Publikationen (Auswahl)
Autor
- Vom Positivismus zur 'Wissenschaftlichen Weltauffassung'. Am Beispiel der Wirkungsgeschichte von Ernst Mach in Österreich von 1895 bis 1934. Löcker, Wien/München 1982, ISBN 3-85409-038-2.
- Studien zum Wiener Kreis. Ursprung, Entwicklung und Wirkung des Logischen Empirismus im Kontext. Suhrkamp, Frankfurt am Main 1997, ISBN 3-518-58207-0; 2. Auflage Springer 2015. ISBN 978-3-319-16047-4.
- The Vienna Circle. Studies in the Origins, Development, and Influence of Logical Empiricism. Springer, Wien / New York 2001, ISBN 3-211-83243-2; 2. Auflage Springer 2015, ISBN 978-3-319-16560-8.
- El Círculo de Viena. Empirismo lógico, ciencia, cultura y politica. Fondo de cultura Económica. Chile 2001, ISBN 956-289-085-6.

Serien-Hrsg.
- (Hrsg.): Institute Vienna Circle Yearbook. Springer 1993ff.[11]
- (Hrsg.): Veröffentlichungen des Instituts Wiener Kreis. Springer 1991 ff.[12]
- (Hrsg.): Vienna Circle Institute Library. Springer[13]
- (Hrsg.): Ernst Mach Studienausgabe. Xenomoi Verlag, Berlin 2008ff, ISBN 978-3-936532-91-3.
- (Hrsg.): Emigration – Exil – Kontinuität. Schriften zur zeitgeschichtlichen Kultur- und Wissenschaftsforschung. LIT Verlag 2004ff.[14]
- (Hrsg. mit Hans-Jürgen Wendel): Moritz Schlick. Kritische Gesamtausgabe. Springer, 2006ff, ISBN 978-3-211-29789-6.
- (Hrsg.): 650 Jahre Universität Wien – Aufbruch ins neue Jahrhundert. 5 Bände. Göttingen: Vienna University Press 2015.[15][16]

Herausgeber (Auswahl)
- Kontinuität und Bruch 1938–1945–1955. Beiträge zur österreichischen Kultur- und Wissenschaftsgeschichte. LIT-Verlag, Münster 2004, ISBN 3-8258-7489-3.
- Vertriebene Vernunft. Emigration und Exil österreichischer Wissenschaft. 2 Volumes. Jugend und Volk, Wien/München 1987/88; Unveränderte Neuauflage: LIT-Verlag 2004. ISBN 3-8258-7373-0, ISBN 3-8258-7372-2 (Band 1) / ISBN 3-8258-7373-0 (Band 2.1) / ISBN 3-8258-7373-0 (Band 2.2).
- Vertreibung, Transformation und Rückkehr der Wissenschaftstheorie am Beispiel von Rudolf Carnap und Wolfgang Stegmüller. LIT-Verlag, Wien 2010, ISBN 978-3-643-50165-3.
- mit Kurt R. Fischer: Paul Feyerabend. Ein Philosoph aus Wien. Springer, Wien / New York 2006, ISBN 3-211-29759-6.
- mit Eric Kandel, Walter Kohn, Fritz Stern und Anton Zeilinger: Österreichs Umgang mit dem Nationalsozialismus. Die Folgen für die naturwissenschaftliche und humanistische Lehre. Springer, Wien/New York 2004, ISBN 3-211-21537-9.
- Ernst Mach – Work, Life, Influence. (= Vienna Circle Institute Yearbook 22). Cham: Springer Nature Switzerland AG 2019. 742ff. ISBN 978-3-030-04377-3 und ISBN 978-3-030-04378-0 (E-Book).
- Ernst Mach. Zu Leben, Werk und Wirkung. (= Veröffentlichungen des Instituts Wiener Kreis 29). Cham: Springer Nature Switzerland AG 2019. 170ff. ISBN 978-3-030-03771-0 und ISBN 978-3-030-03772-7 (E-Book).
- (Hrsg. mit Gergely Ambrus): Austrian Philosophy. (= Hungarian Philosophical Review, Vol. 62 (2018/4). ISSN 0025-0090.